# La Légende des sciences
La Légende des sciences (Saga der Wissenschaften, en allemand) est une série documentaire française en 12 épisodes, produite en 1996 et diffusée à partir du 14 juin 1997 sur Arte.
La série explore, avec rigueur mais aussi philosophie et poésie, le développement des sciences le long de l'histoire humaine.

## Synopsis
L'histoire des sciences est pleine d'aventures et de destinées légendaires, celles d'êtres humains amenés par leur soif de connaissances à entreprendre les voyages les plus périlleux et à faire les découvertes les plus inattendues. D'où vient la science ? Où sont nés l'algèbre, l'arithmétique, les chiffres, la mesure de l'espace et du temps, la médecine... ? En Mésopotamie, en Égypte, en Chine, en Inde, en Perse, en Arabie... ?  Comment l'Europe et la Méditerranée, à la fois contributeurs et bénéficiaires de cet héritage, depuis la Grèce Antique, l'ont fait  fructifier et l'ont partagé avec le monde ?
Une invention ne se réduit pas à un objet, il faut qu'autour de cet objet il y ait une théorie qui le supporte et une vision du monde, et cet objet change avec l'histoire. Tout au long de ses douze épisodes d'environ 50 minutes, le documentaire file une métaphore entre les connaissances scientifiques et un fleuve dans lequel débouchent ses affluents, se référant par là aussi à l'impossibilité de trouver une source unique et spécifique de l'eau.
Une légende est un récit héroïque contant les aventures fantastiques, les épopées extraordinaires de héros dont les actions changent la vie. Une légende est aussi ce qui figure au-dessous des cartes et permet la lecture. Doublement légendaire par ce qu'elle fait et par ceux qui la font, la science dans sa diversité, ses émerveillements, ses doutes et ses espoirs en a été ainsi racontée.

## Production
Le scénario, les commentaires et les voix sont du philosophe Michel Serres et de Robert Pansard-Besson. Ce dernier a également réalisé  le programme Tours du monde, tours du ciel (1990-2009). L'œuvre est coproduite par les chaînes La Sept-Arte et La Cinquième, Le Musée du Louvre, Nickel Odéon Productions, Les Éditions audiovisuelles et Caméras Continentales, avec la participation de France 3 notamment. La musique originale est d'Éric Demarsan ; la musique pour le « thème d'Empédocle » est de Jeanne Pansard-Besson, pour le « thème Stellaire » de Georges Delerue.

## Épisodes
1. Prévoir
2. Découvrir
3. Guérir
4. Vivre
5. Devenir
6. Lire
7. Brûler
8. Ouvrir
9. Mêler
10. Métisser
11. Émerger
12. Naître